# Toyota 7

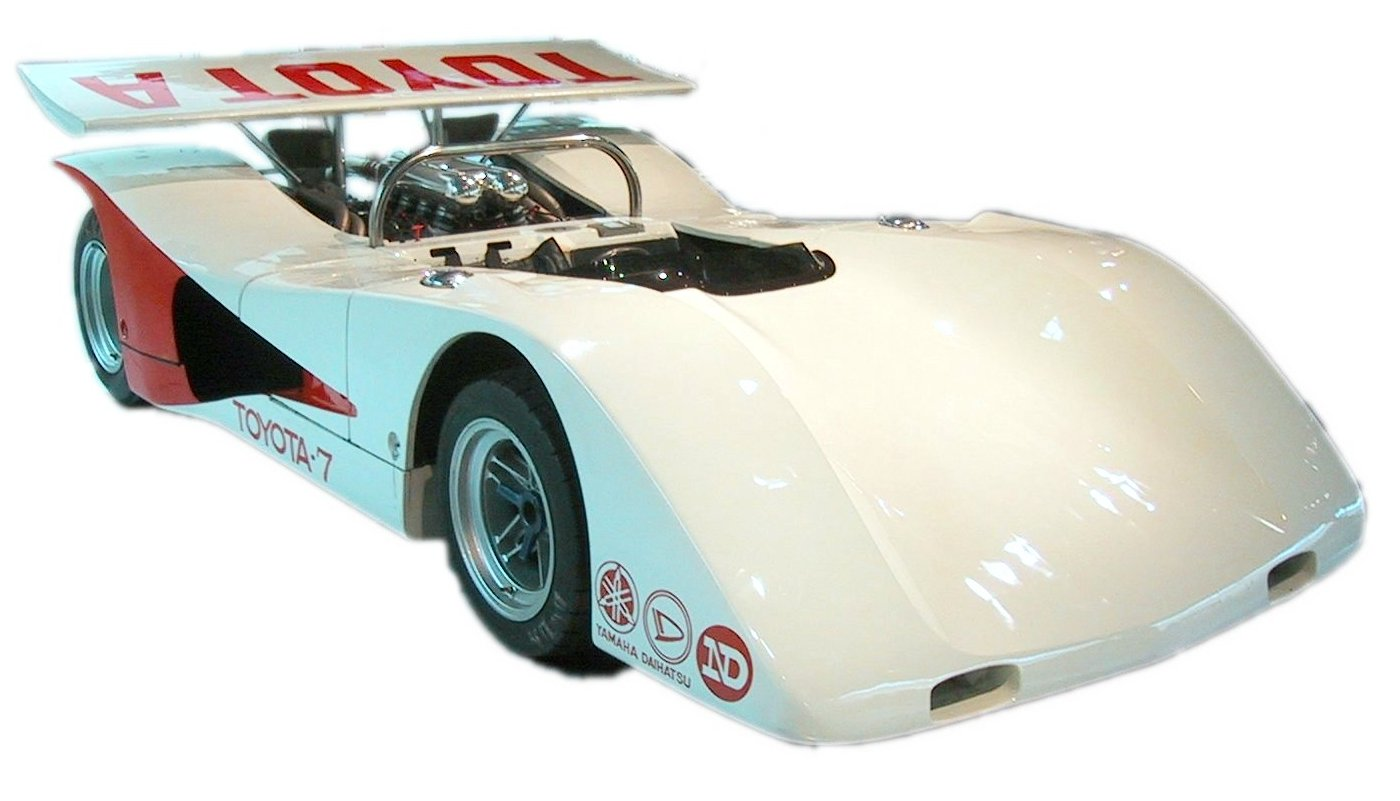

De Toyota 7 was een Le Mans-auto die vanaf 1968 in actie was. Door veranderingen in de regels van de Japanse Grand Prix werd het in 1970 onmogelijk voor Toyota om te blijven racen met de 7.
De versie voor Le Mans had 600 pk, maar de Can Am versie had 800 pk. De motor van de auto werd door Toyota zelf ontwikkeld, maar het chassis werd ontwikkeld door Yamaha.